# Bertran de Sant Gèli
Bertran de Saint-Gilles (Bertran de Tolosa o Bertran I de Tolosa o de Sant Gèli), (vers 1065 -† 1112) fou comte de Tolosa, comte de Rouergue i Sant Gèli, comte d'Albi, Carcí i Nimes, marquès i duc de Gòtia i Septimània o Narbona (on de fet governaven els vescomtes) i comte i marquès de Provença del 1096 al 1108 com a Bertran II. Fou també comte de Trípoli del 1109 al 1112 com a Bertran I. Era fill de Ramon de Sant Gèli.

## Naixement
La legitimitat de Bertran ha estat posada en dubte, però no sembla prou segur per afirmar-ho. De fet, els pares de Bertran, Ramon de Sant Gèli i la filla del comte de Provença, estaven emparentats i el matrimoni, encara que celebrat, era nul segons el dret canònic; però el decret del papa Gregori VII, que prohibia les unions consanguínies, fou posterior al primer matrimoni de Ramon de Sant Gèli i, per tant, el matrimoni es va fer en el seu moment legalment encara que no fos reconegut per l'Església. Foren principalment els partidaris de Guillem IX d'Aquitània i VII de Poitiers el Trobador els que el qualificaren de bastard, volent així apartar-lo del comtat de Tolosa que li disputaven.

## Biografia
El seu pare va marxar a la croada el 1096, confiant-li les seves possessions, de les quals les principals eren el Comtat de Tolosa i el de Roergue. Segons un cronista anglès, Bertran s'assemblava en caràcter al seu pare. Però el fill, que s'enfurismava com el seu pare, no sabia fingir moderació quan calia. Des del 1098, va cometre el seu primer error, atacant els privilegis dels canonges de la basílica de Sant Serni de Tolosa. Els canonges es negaven a renunciar-hi, i Bertran va decidir recórrer a la força i va incendiar els edificis del capítol. Ramon de Sant Gèli era aleshores lluny, a la proximitat d'Antioquia, i els canonges van apel·lar en el seu ajut a un senyor susceptible de fer valer els seus drets, Guillem IX, duc d'Aquitània, casat amb Felipa Matilde de Tolosa, filla del comte Guillem IV de Tolosa, el germà i predecessor de Ramon de Sant Gèli. Guillem d'Aquitània va decidir fer valer els seus drets, inferint que el testament del comte Ponç II de Tolosa havia estat ben respectat, però que ara que Ramon de Sant Gèli se'n havia anat dels seus dominis cap a l'Orient, el Comtat de Tolosa revertia a l'herència de Guillem IV, és a dir a la filla Felipa Matilde, que era la seva dona.
Va agafar de seguida la direcció de les seves tropes i va envair el Comtat de Tolosa sense que Bertran li oposés forces. A partir del 1098 Guillem d'Aquitània va actuar com a senyor de Tolosa signant la majoria de les cartes, i això fins al 1101, data en la qual va marxar ell mateix a la croada.
Bertran va poder recuperar els seus estats, potser pagant una forta suma a Guillem, que havia de finançar el seu viatge. De totes maneres, fins i tot si Guillem d'Aquitània dominava a Tolosa de Llenguadoc, era mal acceptat al comtat i Bertran, fins i tot si no es podia oposar militarment al duc d'Aquitània, havia organitzat una resistència.
Del 1101 al 1108 va administrar els seus estats, afavorint el comerç i el desenvolupament econòmic en un domini pacificat: els vassalls més poc segurs o més turbulents eren encara a Terra Santa. Durant aquesta època, va estar, tanmateix, en lluita amb el papa Pasqual II a propòsit de l'abadia de Sant Geli. El 1105 el seu pare va morir davant Trípoli en el setge de la ciutat, llegant tots els seus béns occitans al seu jove fill Alfons Jordà. i el Comtat de Trípoli a Bertran. Elvira i Alfons tornaren de Terra Santa en el transcurs de l'estiu del 1108. Aquest mateix any, després d'haver remès el Comtat de Tolosa i les seves dependències a Alfons i al seu tutor, Bertran va marxar a Orient.
Com havia fet abans el seu pare, Bertran preparà acuradament la seva sortida. L'acompanyaren un miler de soldats, i també la seva dona Elena i el seu fill Ponç; s'embarcaren en una flota de quaranta galeres. Per obtenir aquests vaixells dels genovesos, els va atorgar exempcions d'impostos, cosa que afavoriria més tard el comerç al Llenguadoc. Després d'una parada a Constantinoble, on va prestar un jurament similar al del seu pare, va anar a Antioquia per demanar a Tancred de Galilea la ciutadella d'Antioquia, que el seu pare posseïa. Tancred va acceptar, però a canvi de l'ajuda de Bertran en el setge d'una ciutat veïna. Ara bé, aquesta ciutat era romana d'Orient, i Bertran es va aturar, per no rompre el seu jurament. Va marxar llavors cap a Tortosa, on va arribar el març del 1109, i va reclamar el Comtat de Trípoli. al seu parent Guillem II de Cerdanya. Aquest s'hi va negar, dient tenir-lo de Ramon de Sant Gèli, i va anunciar que el defensaria contra Bertran. Disposant d'efectius reduïts i no podent fer front a l'esquadra que desembarcava, Guillem va cridar a Tancred en la seva ajuda. Més que causar un conflicte que arriscava debilitar els croats, Bertran demanà llavors l'arbitratge de Balduí I, rei de Jerusalem.
Esperant la vinguda del rei, Bertran va atacar el port de Giblet per terra, mentre que la seva esquadra l'envestia per mar: la ciutat fou presa en un no res i aquesta operació llampec va impressionar tant als aliats com als enemics. Balduí, Tancred i els seus exèrcits respectius arribaren davant Trípoli, i aquesta concentració de soldats permeté la presa (i el pillatge) de la ciutat (10 de juny del 1109). Bertran fou reconegut com a comte de Trípoli pel rei, mentre que Guillem va rebre Tortosa i Arqah. Però el cerdà continuava sent un perill per a Bertran, ja que va haver d'acceptar reconèixer-se vassall del príncep d'Antioquia, el que, basant-se en l'animositat d'aquest darrer, representava una amenaça. Però Guillem va morir poc després i els seus dominis foren retornats a Bertran.
El febrer del 1110, l'exèrcit de Balduí i la flota de Bertran van prendre Beirut, i després una croada dirigida pel príncep Sigurd I de Noruega va permetre la presa de Sidó alguns mesos més tard. Fou llavors que els seljúcides van atacar Antioquia, però Balduí i Bertran anaren en socors de Tancred. Després de la victòria, Bertran va sostenir els drets de l'emperador romà d'Orient Manuel I Comnè sobre la ciutat, oposant-se a Balduí que la preferia en mans d'un príncep franc. Bertran va morir poc després, el 21 d'abril del 1112.

## Matrimoni i fills
Es va casar el juny del 1095 amb Elena de Borgonya, (vers 1080 † 1141), filla d'Eudes Borrel, duc de Borgonya, i de Sibil·la de Borgonya, amb la qual va tenir a:
- Ponç (vers 1096 † 1137), comte de Trípoli.

Una vegada vídua, Elena es va casar en segones noces amb Guillem I Talvas, comte de Ponthieu.